# 32079 Hughsavoldelli
32079 Hughsavoldelli este un asteroid din centura principală de asteroizi.

## Descriere
32079 Hughsavoldelli este un asteroid din centura principală de asteroizi. A fost descoperit pe 5 mai 2000 la Socorro, New Mexico, în cadrul proiectului LINEAR. Asteroidul prezintă o orbită caracterizată de o semiaxă mare de 2,25 ua, o excentricitate de 0,16 și o înclinație de 7,5° în raport cu ecliptica..

## Articles connexes
- Lista planetelor minore: 32001-33000
- Centura de asteroizi